# محمد بن مقبل بن علي بن مقبل
محمد بن مقبل؛ هو فقيه وقاضي سعودي عاش في القرن الثالث عشر هجري.

## الولادة والنشأة
ولد محمد بن مقبل بن علي بن مقبل في قرية عشيرته (المنسي) وهي إحدى قرى مدينة بريدة , القصيم والمسماة الخبوب , وولادته في عام 1281 هـ. نشأ فيها وقرأ القرآن حتى حفظه عن ظهر قلب .
مما ذكر أنه كان وهو صغير محط أنظار مشايخه فكان مشايخه معجبين بفرط ذكائه ونبله , ويقولون : سيكون لهذا الفتى شأن . كما كان مكبًا على المطالعة و يتطلع إلى معالي الأخلاق ومحاسن الأعمال حتى صار مثالا فيهما مع استقامة في دينه .

## التعليم
تعلم على يد كل من :
- عمه الشيخ سليمان بن مقبل.
- خاله الشيخ محمد بن عمر بن سليم .
- الشيخ محمد بن عبدالله بن سليم.
- الشيخ عبدالله بن حسين أبا الخيل.
- الشيخ عبدالله بن مفدى.
- الشيخ عبدالله بن سليمان العريني.
- الشيخ عبدالله بن بليهد.[2]

## حياته
اعتمد محمد بن مقبل بكسب معيشته على غلته من نخلة وأرضه في المنسي التي ورثها من والده رحمهم الله  حيث كان يعمل بالزراعة ويأكل من كسب يده , فإذا ذرى حَبَّ زرعه في قريته (المنسي) في فصل الربيع فإنه ينحدر مسافرًا إلى المريدسية, القرية التي يدرس فيها الشيخ عبدالله بن حسين أبا الخيل وذلك لطلب العلم عنده وكان يصحبه زميل له يدعى رشيد آل ابراهيم بن محيميد فيأخذان في الدراسة عند الشيخ. لكن محمد بن مقبل لا يرجع إلى قريته إلا إذا جف التمر في رؤوس النخل.
كان له هواية في صيد الطيور داخل بستانه وقت كثرة الطيور في الصيف، وهو يستعمل في لذلك البندقية واستمرت هوايته حتى كبر وضعف بصره ، واذا رمى فقل أن يخطئ .
كما لم يكن يقبل تناول أي شيء من أحد , حتى من بيت المال لما عليه من الزهد والورع . ورغم عمله في القضاء إلا أنه صرف همه بالعلم والمطالعة والبحث والمراجعة و تدريس الطلاب .

## الأبناء
خلف الشيخ محمد بن مقبل أربعة أبناء من زوجته وهي ابنه عمه الشيخ سليمان بن علي بن مقبل وهم : صالح , عبدالرحمن , مقبل , سليمان.

## علمه الشرعي
تخصص محمد بن مقبل بالفقه الحنبلي و عدة علوم شرعية . حيث درس على يديه عده مشايخ منهم :
- ابنه الأكبر صالح بن محمد بن مقبل وكان صالح يؤم في مسجد والده في المنسي بغيابه ويخطب الجمع والأعياد في جامع البصر على عادة والده رحمهم الله كما كان يقوم بالإصلاح بين الناس احتسابا وتقربا لله ويقوم بكتابة العقود والوصايا للناس وعقد الأنكحة وقد أنابه الشيخ عمر بن سليم للصلاة والخطابة في جامع بريدة حينما حج معه الشيخ عبدالله الرشيد خطيب الجامع وخليفته في الصلاة
- ابنه عبدالرحمن بن محمد بن مقبل عضو هيئة الأمر بالمعروف ببريدة
- ابنه مقبل بن محمد بن مقبل المدرس بالمدارس الحكومية
- آل حديثي .
- الشيخ عبدالرحمن بن محمد المقوشي : عالم كبير وفقيه متبحر ولي القضاء في الرياض وآثر اعتزال الأعمال .
- الشيخ محمد بن صالح الخزيم قاضي الرس ثم المذنب ثم عنيزة .
- الشيخ إبراهيم بن راشد الحديثي : رئيس المحكمة الكبرى في أبها , عسير .
- الشيخ محمد بن صالح بن سليم : رئيس هيئة التمييز بالمنطقة الغربية .
- الشيخ عبدالله بن عبدالعزيز الخضيري : قاضي محكمة عفيف سابقًا , مدرس في معهد المدينة المنورة.
- الشيخ عبدالله بن محمد الخليفي : أحد أئمة المسجد الحرام .
- الشيخ عبدالله بن إبراهيم بن سليمان الخزيم : مدير التربية الإسلامية في وزارة المعارف (وزارة التربية والتعليم).
- الشيخ إبراهيم الخضيري .
- الشيخ عبدالله السديس.
- الشيخ عبدالله بن محمد الراجحي.
- الشيخ محمد بن عبدالله بن سبيل : أحد أئمة وخطباء المسجد الحرام .
- الشيخ سليمان بن صالح الخزيم .
- الشيخ صالح بن محيميد .
- الشيخ صالح الشاوي .
- الشيخ عبدالله اليوسف الوابل.
- الشيخ عبدالرحمن الكريديس. وغيرهم كثير .

## المناصب
عينه الملك عبدالعزيز سنة 1347 هـ قاضيا في بلدة البكيرية , القصيم.
عندما توفي قاضي مدينة عنيزة الشيخ عبدالله بن محمد المانع عام 1360 هـ , عينه الملك عبدالعزيز آل سعود قاضيًا في عنيزة برغبة من إمارتها و أعيانها فاعتذر محمد بن مقبل لتقدم سنه . ولما توفي الشيخ عمر بن سليم قاضي مدينة بريدة رغب أعيانها أن يكون قاضيًا عندهم , ورجوه أن يحقق رغبتهم فامتنع الشيخ محمد بن مقبل لكبر سنه أيضًا . فرفع أعيان بريده خطابًا إلى الملك عبدالعزيز يلتمسون منه أن يؤكد عليه ذلك . فأصدر أمره عليه بذلك فاعتذر إليه وكتب في اعتذاره هذا البيت لعوف بن ملحم الخزاعي :
إن الثمانين وبُلِّغتُها قد أحوجت سمعي إلى ترجمان
فأعفاه الملك عبدالعزيز وقبل عذره .

## موقفه مع الملك عبدالعزيز
أمر الملك عبدالعزيز وكيل مالية بريدة أن يصرف له 800 صاع برًا و ألفي وزنة تمرًا و ألف ريال نقدًا أسوة بقضاة القصيم , وكان قاضيًا على البكيرية , فكان يردها ولا يقبل منها شيئا . كما كان الملك عبدالعزيز عند زيارته للقصيم ووصله إلى البكيرية يزوره في منزله إكرامًا له وللعلم الذي يحمله والزهد الذي زينه وجمله .
ذهب محمد بن مقبل للحج في إحدى السنين فعلم بحجته الملك عبدالعزيز فأرسل إليه كسوة و نفقة فردها , ويذكر أنه لما مات محمد بن مقبل سنة ١٣٦٨هـ ببلدة البكيرية, قال الملك عبدالعزيز: مات آخر أهل الزهد والورع.